# Datnioides undecimradiatus
Datnioides undecimradiatus är en fiskart som först beskrevs av Roberts och Kottelat, 1994.  Datnioides undecimradiatus ingår i släktet Datnioides och familjen Datnioididae. IUCN kategoriserar arten globalt som sårbar. Inga underarter finns listade i Catalogue of Life.